# Полосатый тенрек
Полоса́тый тенре́к, или пёстрый тенре́к (лат. Hemicentetes semispinosus), — вид млекопитающих из семейства тенрековых.
Является эндемиком Мадагаскара. Он распространён в восточных и северных районах острова от уровня моря до 1550 м над уровнем моря.

## Описание
Длина тела вместе с головой 16 см, хвост рудиментарный. Вес взрослого животного, выловленного в природе, от 80 до 280 г. Тело покрыто острыми колючками и имеет характерный полосатый узор. Окрас чёрный с коричнево-каштановыми отметинами. Есть чётко выраженная полоса, идущая от морды за уши. На затылке, спине и по бокам длинные иглы. Нижняя часть тела коричневого цвета, также покрыта колючками.

## Образ жизни
Полосатые тенреки населяют дождевые леса и лесистые районы, а также встречаются на рисовых плантациях. Каждое животное способно построить нору, состоящую из гнездовой камеры в конце туннеля 20-50 см длиной и 50-150 мм глубиной. В некоторых случаях нора предназначена для проживания группы животных, их туннели имеют длину несколько метров. Тенрек умеет лазить по деревьям, но нечасто пользуется этим умением. Проявляют активность в любое время суток. Зимой животные могут впадать в состояние спячки, при котором температура тела всего на 1 ° C выше температуры воздуха. 
Основу рациона составляют дождевые черви, которых тенреки выкапывают из-под корней растений или из-под листьев. Будучи потревожены, тенреки ощетинивают колючки на затылке и опускают голову, принимая позу угрозы. Колючки посередине спины особенно массивные, они имеют способность вибрировать независимо от других колючек на спине. Эти тенреки пользуются эхолокацией для определения местонахождения добычи.
Полосатый тенрек производит ряд звуков, доступных ушам человека, часть из них он выдаёт с помощью вибрирующих игл в центральной части спины. Именно таким способом тенреки устанавливают местонахождение друг друга, что важно для самки. 
Встречаются в группах различной численности. Имеются сообщения о колонии, состоящей из 18 животных, включающей 2 взрослых самцов, 2 взрослых самок и 14 молодых. Большая часть известных групп была меньшей численности (1 или 2 взрослых и несколько молодых). Брачный период начинается в сентябре-октябре и длится до декабря. Молодые рождаются в период с ноября по март после беременности, которая длится 55-63 дня. Число детёнышей — 2-11, в среднем 6. Детёныши развиваются быстро. Самки становятся половозрелыми в возрасте 5 недель после рождения. Продолжительность жизни в условиях содержания — 2 года 7 месяцев.